# Саль (Нижний Рейн)
Саль (фр. Saales) — коммуна на северо-востоке Франции в регионе Гранд-Эст (бывший Эльзас — Шампань — Арденны — Лотарингия), департамент Нижний Рейн, округ Мольсем, кантон Мюциг. До марта 2015 года административный центр одноимённого упразднённого кантона (округ Мольсем).
Площадь коммуны — 9,88 км², население — 930 человек (2006) с тенденцией к стабилизации: 820 человек (2013), плотность населения — 83,0 чел/км².

## Население
Население коммуны в 2011 году составляло 847 человек, в 2012 году — 820 человек, а в 2013-м — 820 человек.
| 1962 | 1968 | 1975 | 1982 | 1990 | 1999 | 2006 | 2008 | 2011 | 2012 | 2013 |
| ---- | ---- | ---- | ---- | ---- | ---- | ---- | ---- | ---- | ---- | ---- |
| 965  | 905  | 830  | 780  | 779  | 853  | 930  | 910  | 847  | 820  | 820  |

Динамика населения:

## Экономика
В 2010 году из 488 человек трудоспособного возраста (от 15 до 64 лет) 369 были экономически активными, 119 — неактивными (показатель активности 75,6 %, в 1999 году — 67,6 %). Из 369 активных трудоспособных жителей работали 303 человека (158 мужчин и 145 женщин), 66 числились безработными (36 мужчин и 30 женщин). Среди 119 трудоспособных неактивных граждан 20 были учениками либо студентами, 56 — пенсионерами, а ещё 43 — были неактивны в силу других причин.

## Достопримечательности (фотогалерея)

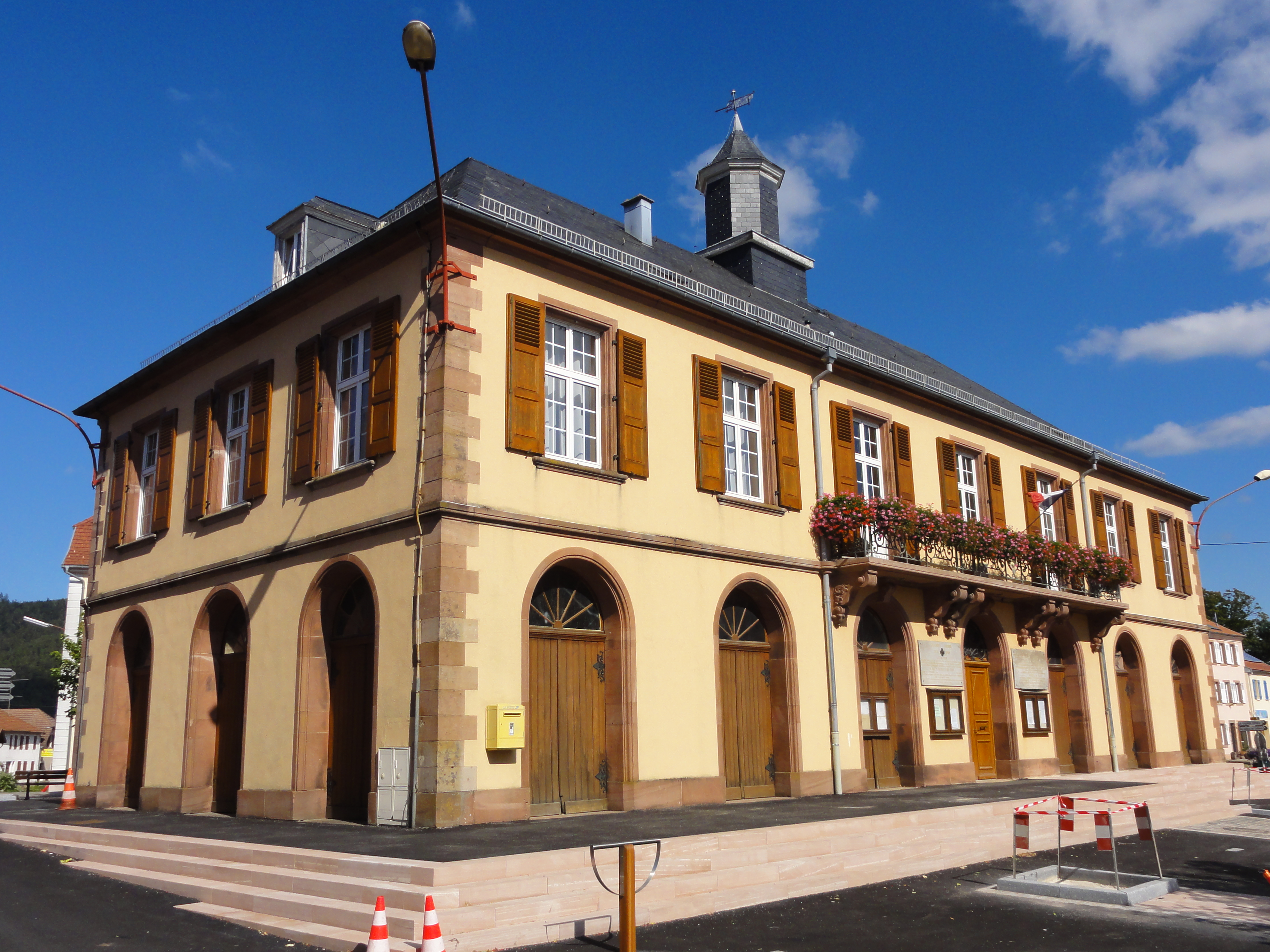
Здание мэрии
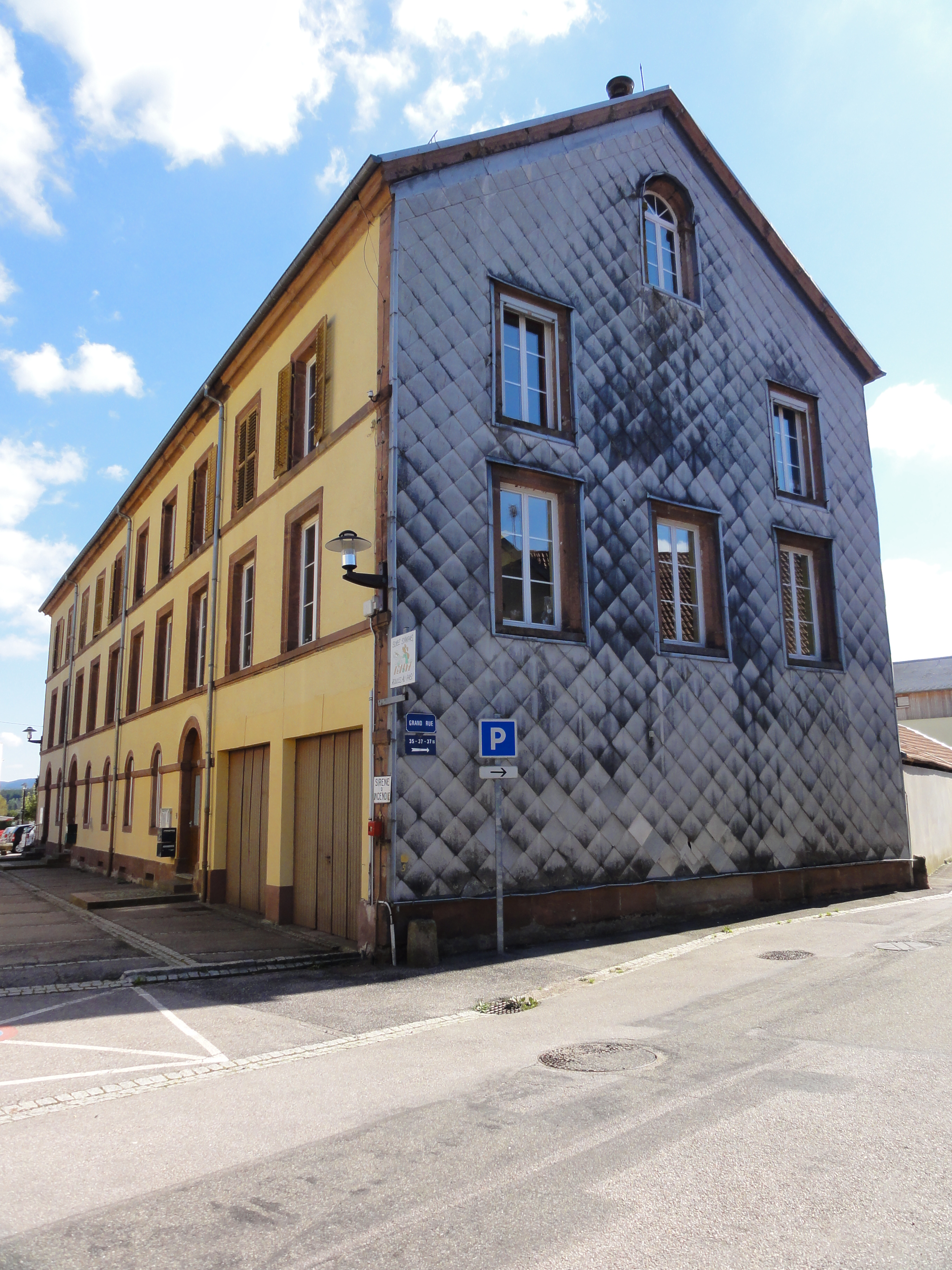
Здание начальной школы
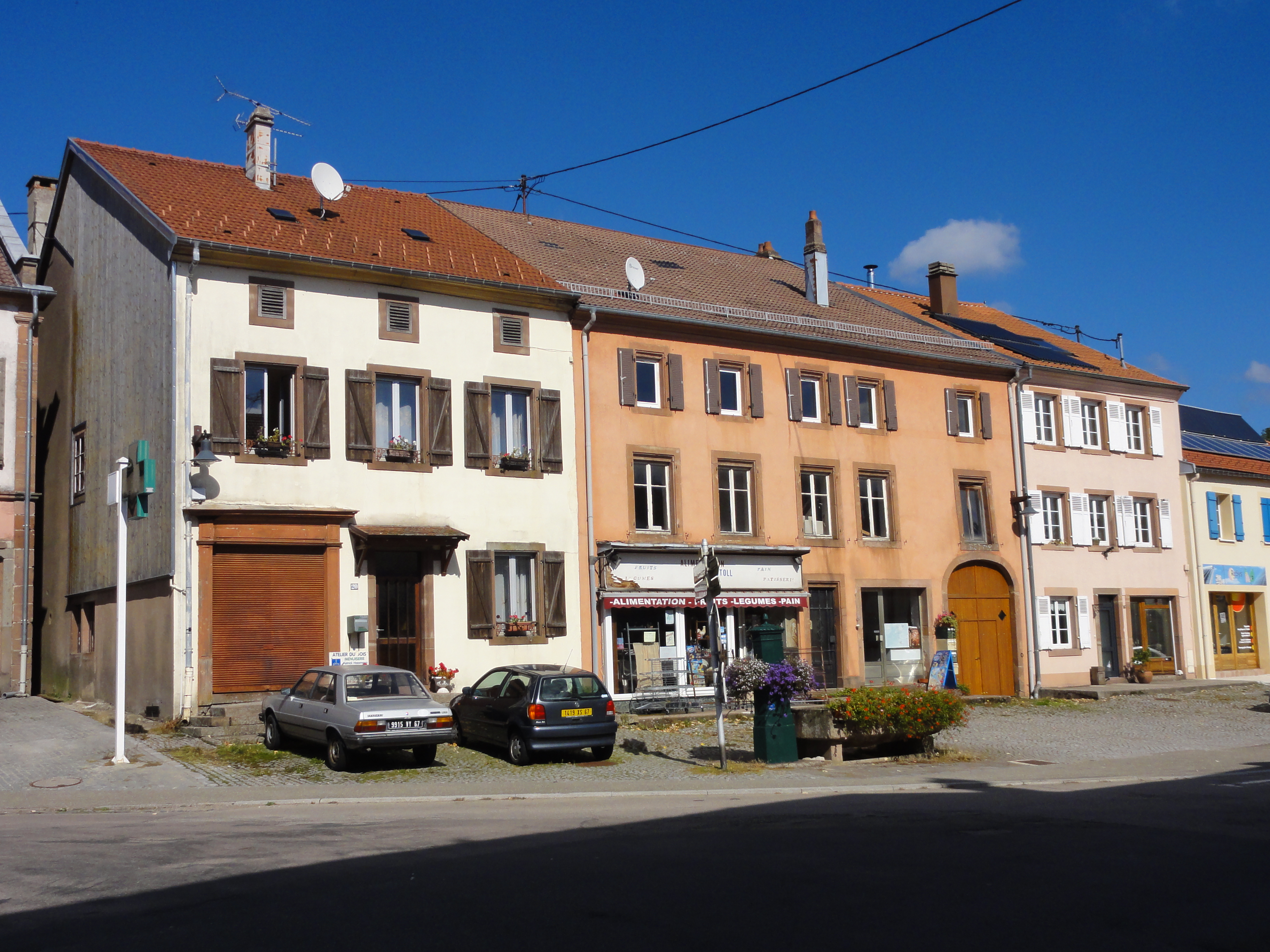
Здание на центральной улице
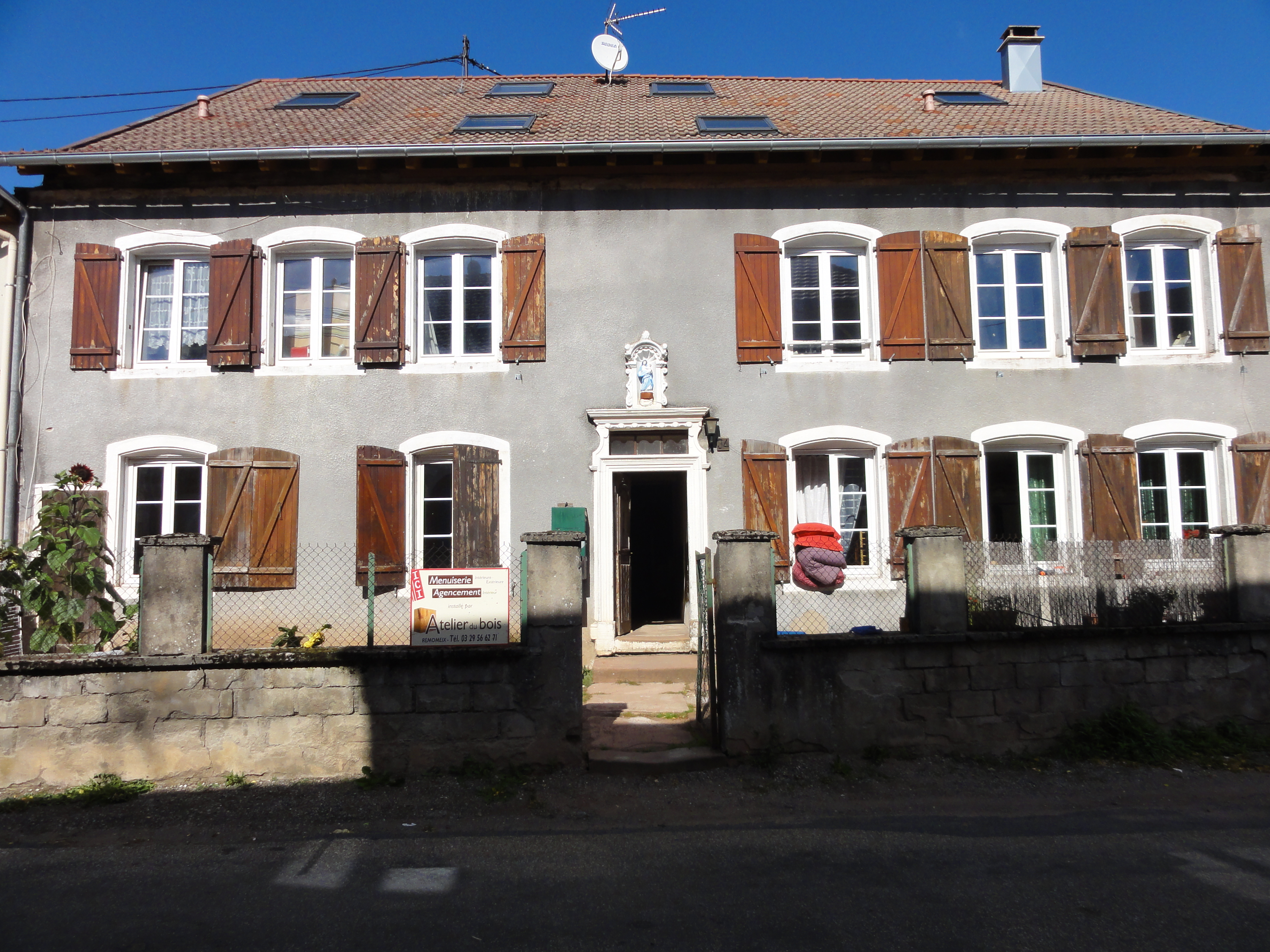
Старая ферма
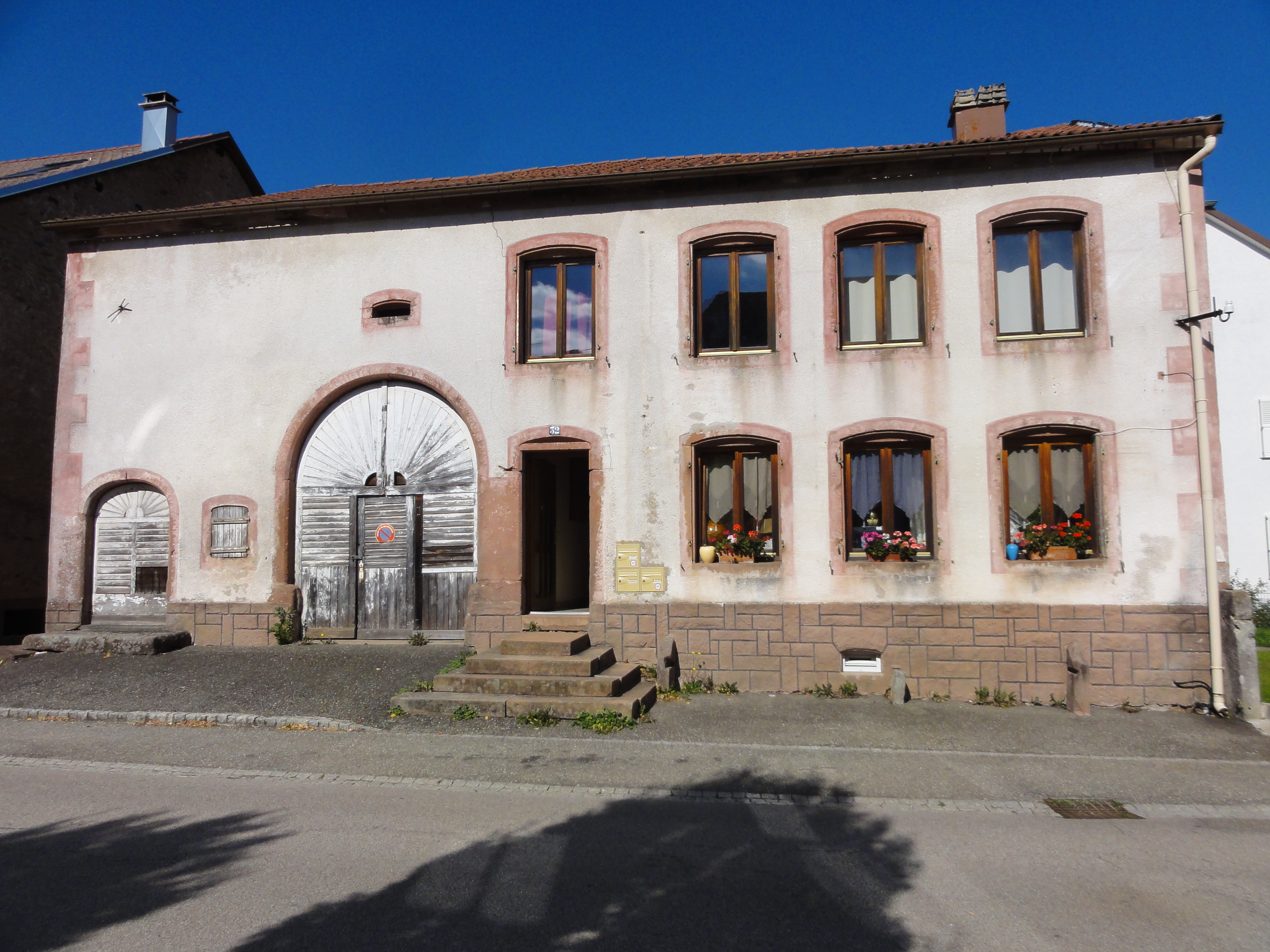
Старая ферма
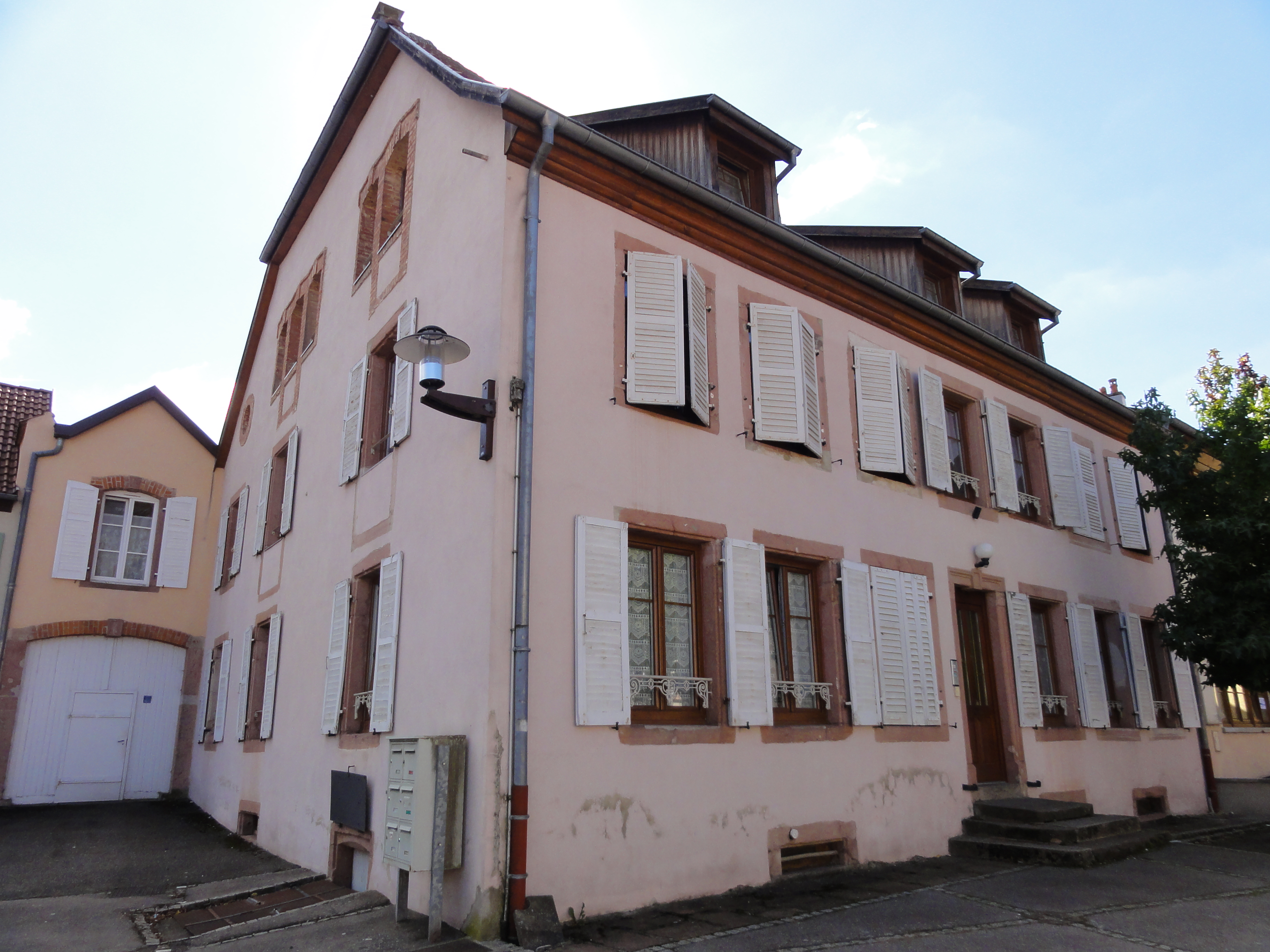
Здание на центральной улице
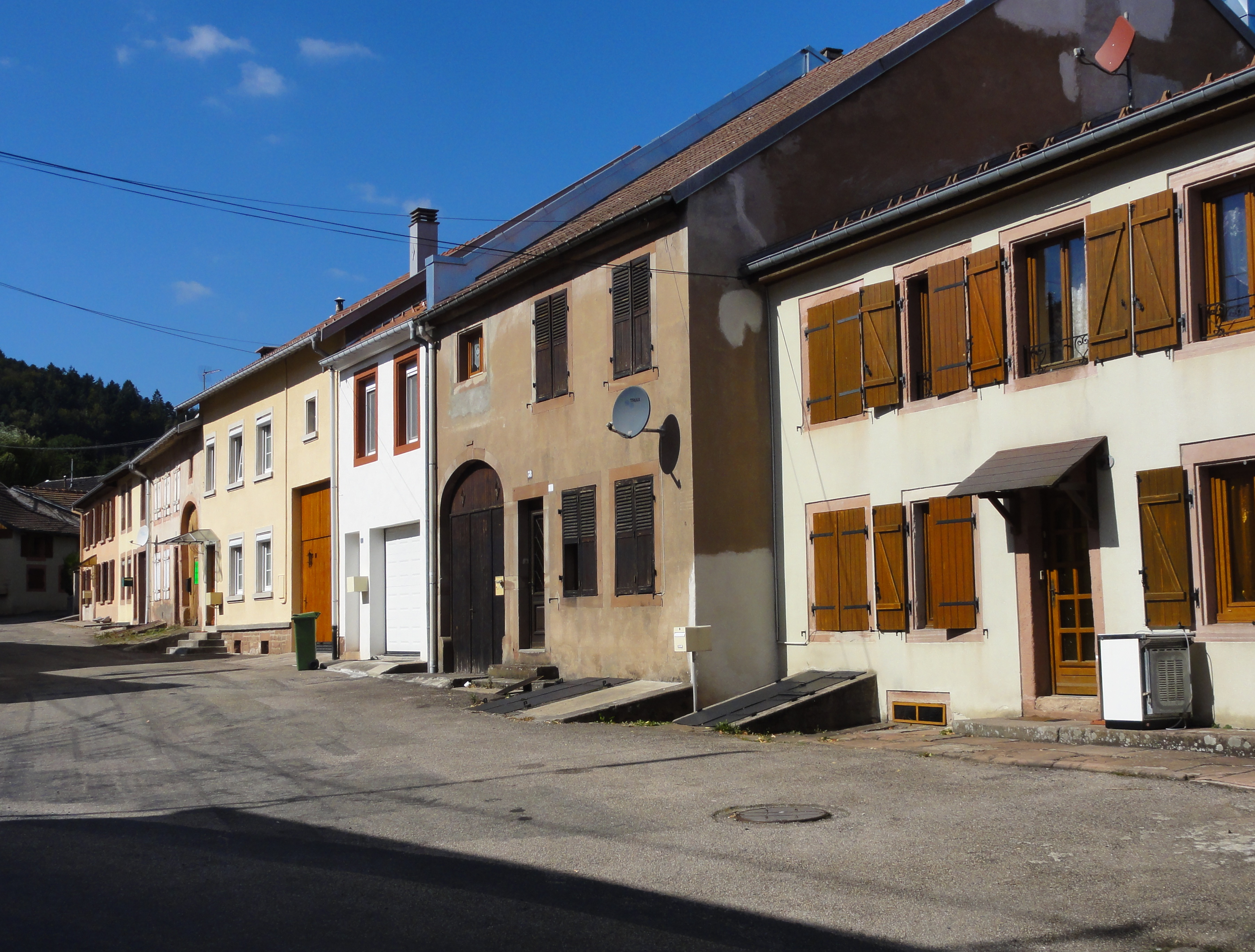
На улице Свободы
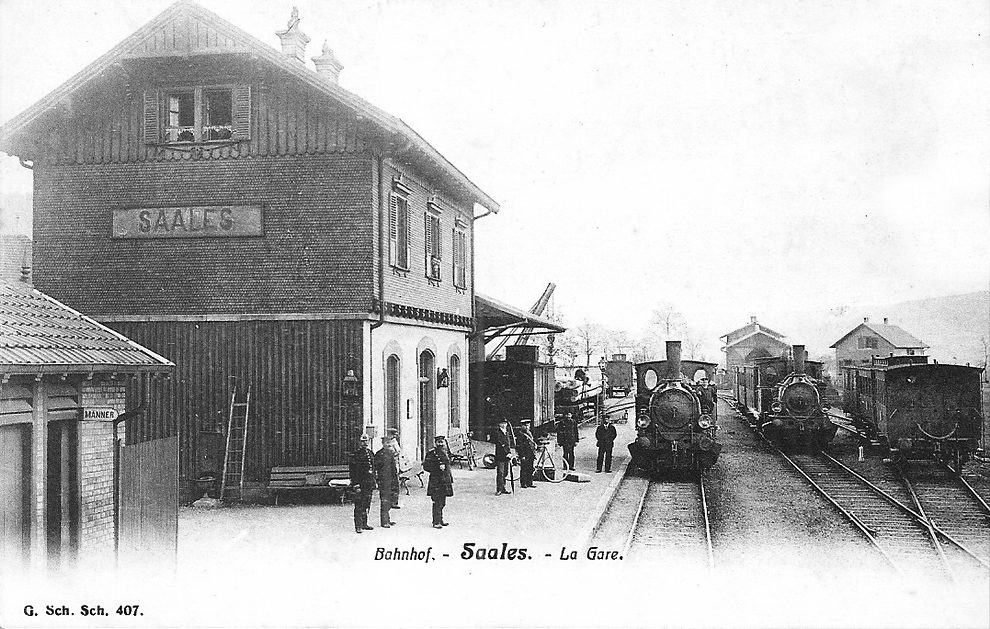
Вокзал на фото 1900 года
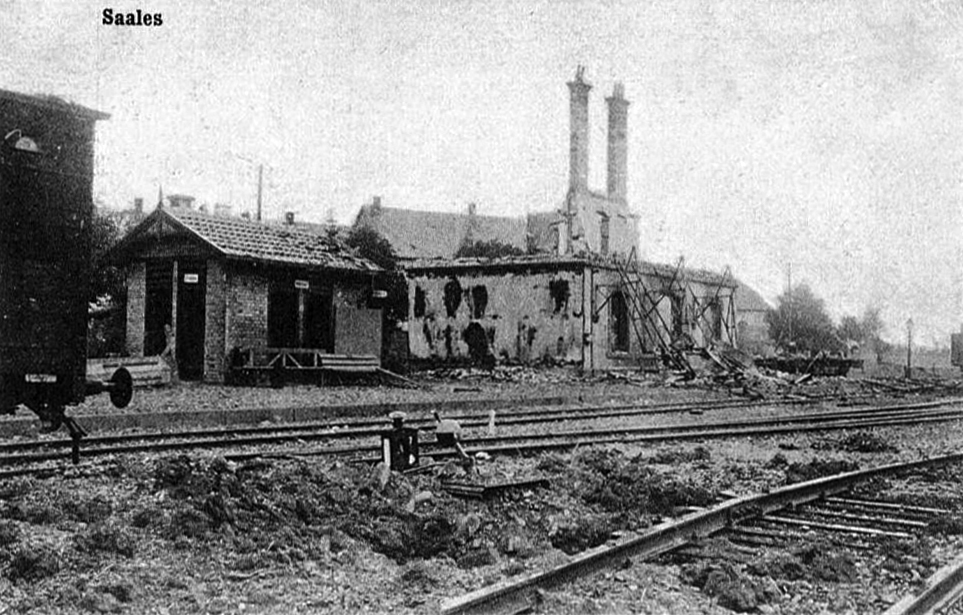
Руины вокзала на фото 1915 года
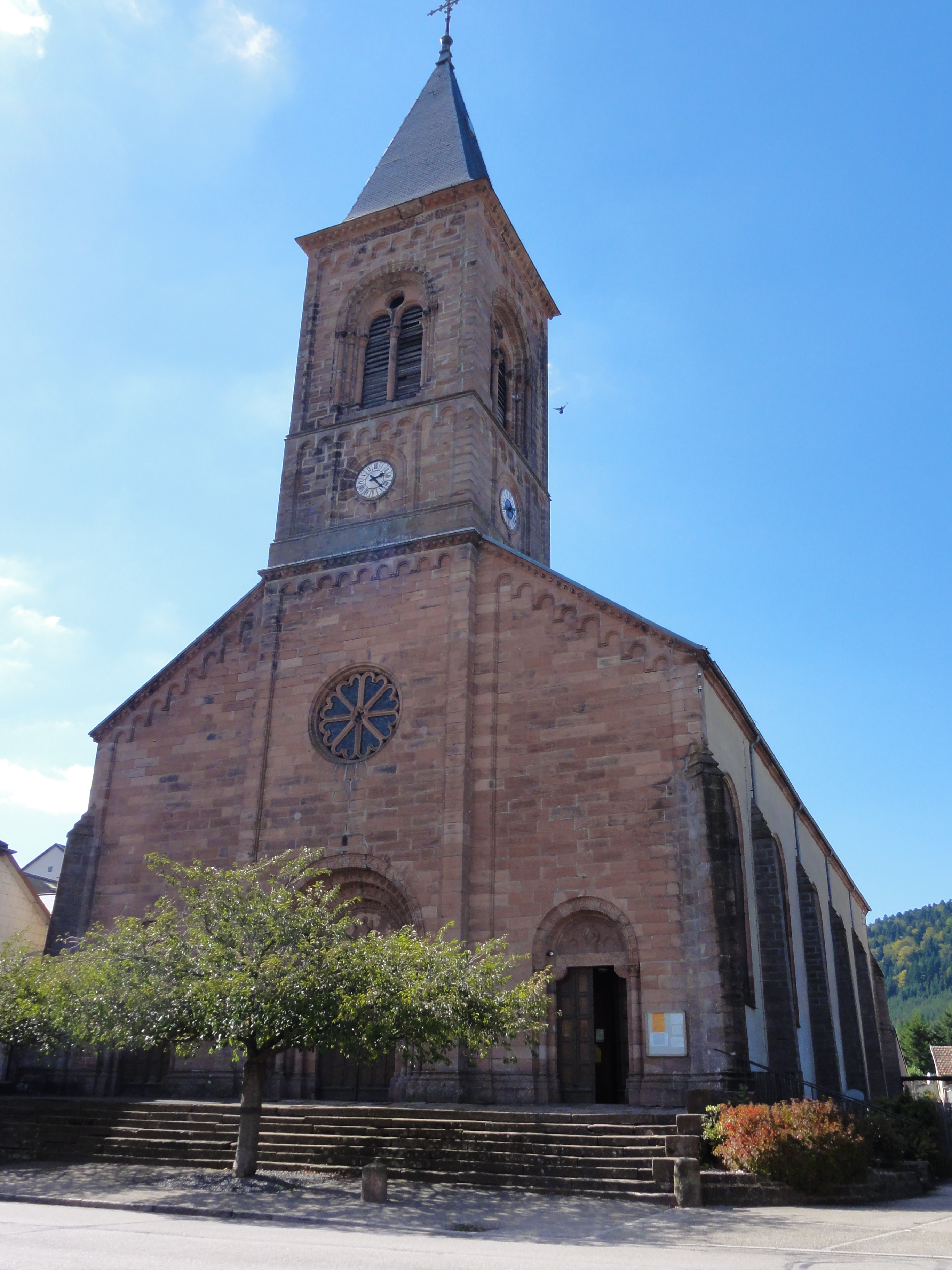
Церковь святого Бартоломео
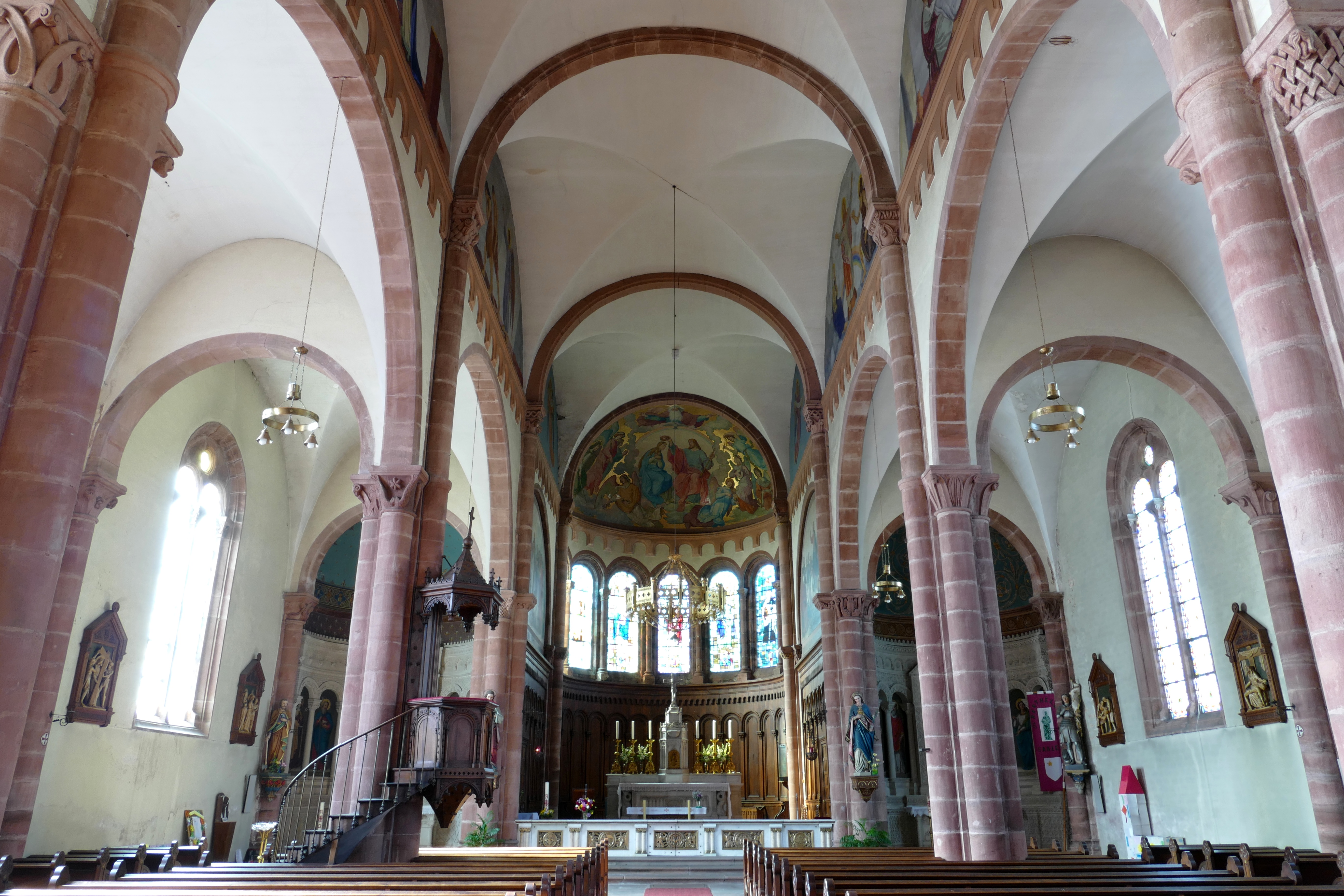
Интерьер, вид на алтарь
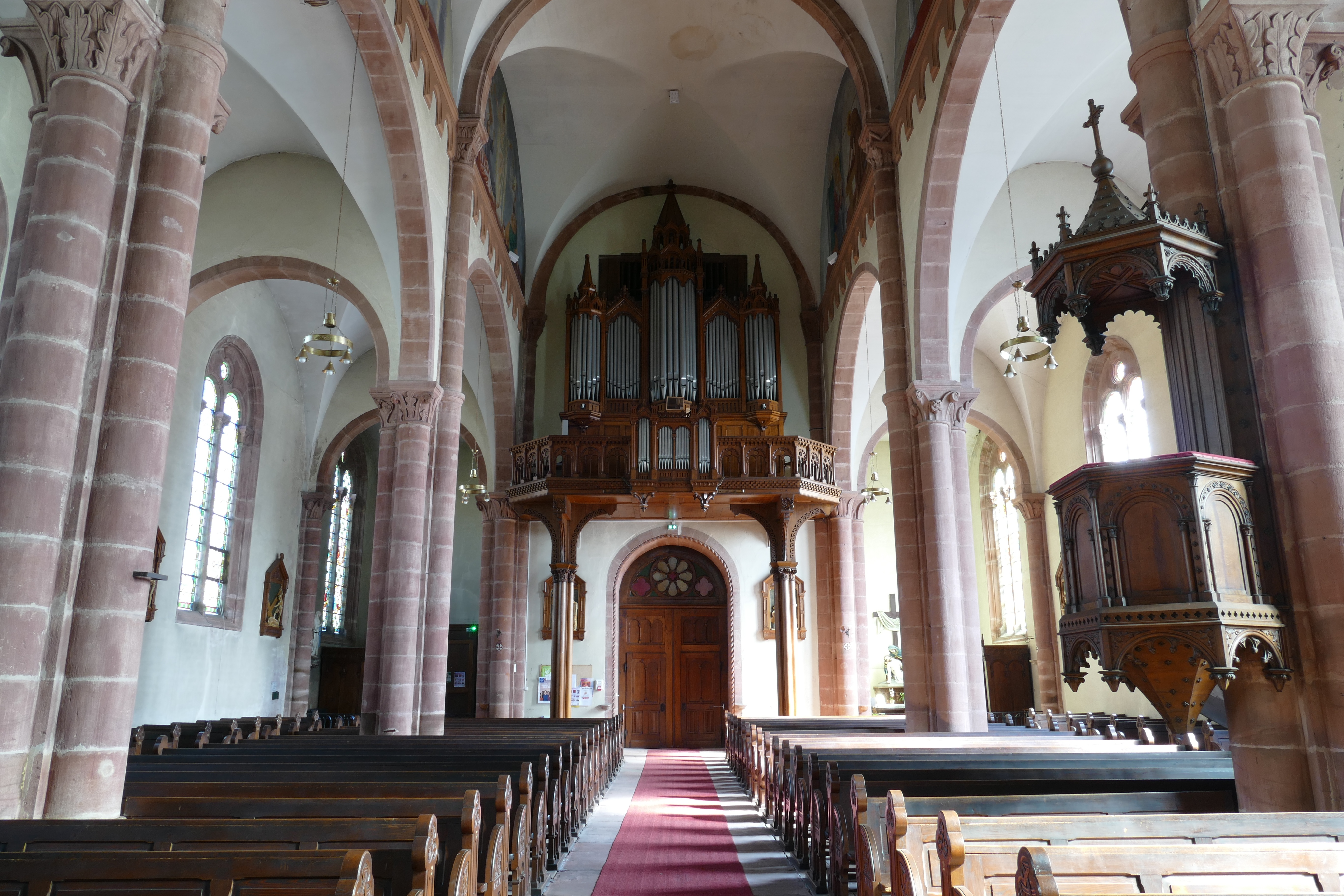
Интерьер, вид на орган
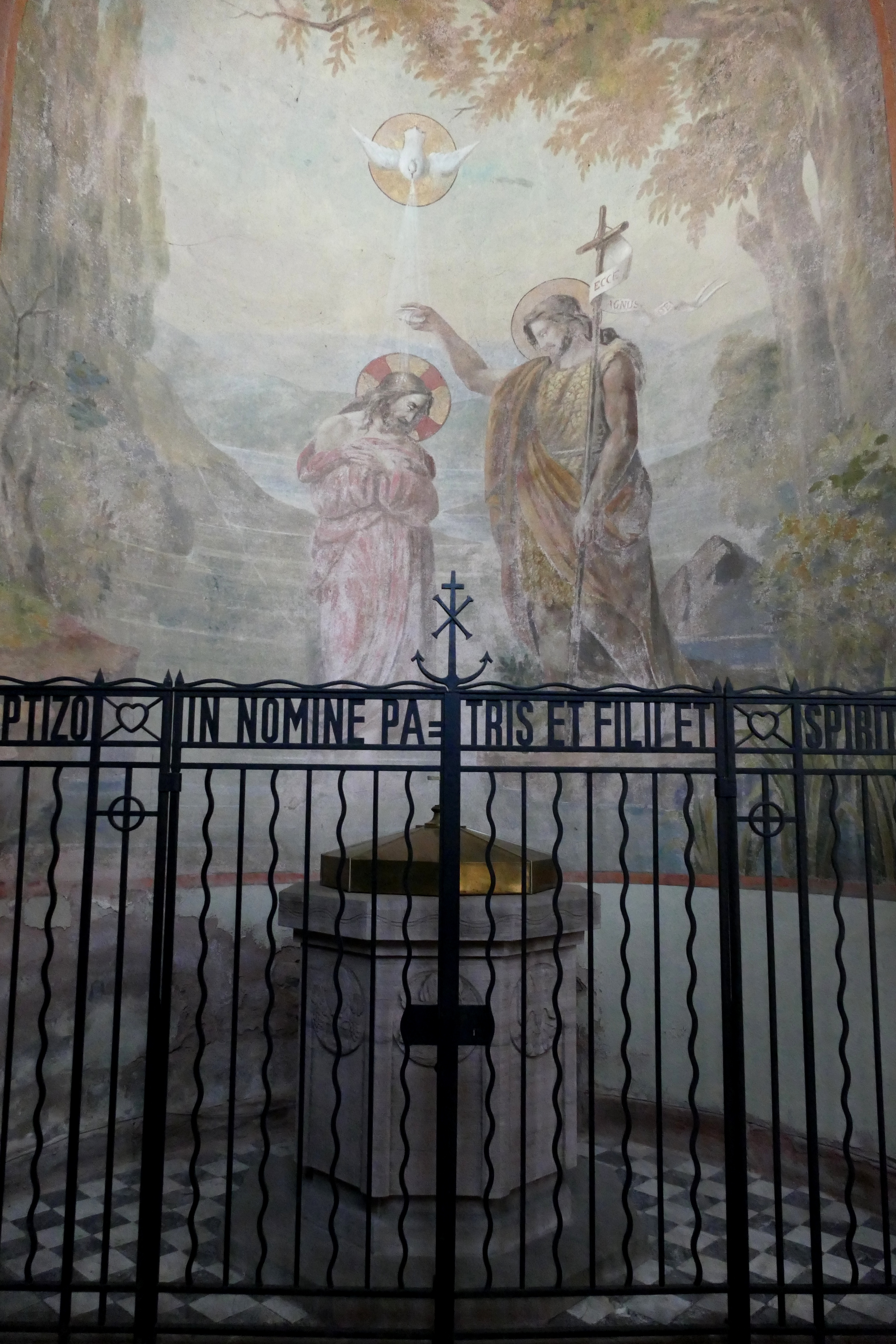
Фреска «Крещение Христа святым Иоанном Крестителем»